# Негославиці (Піньчовський повіт)
Негославиці (пол. Niegosławice) — село в Польщі, у гміні Злота Піньчовського повіту Свентокшиського воєводства.
Населення — 280 осіб (2011).
У 1975-1998 роках село належало до Келецького воєводства.

## Демографія
Демографічна структура на день 31 березня 2011 року:
|          | Загалом | Допрацездатний вік | Працездатний вік | Постпрацездатний вік |
| -------- | ------- | ------------------ | ---------------- | -------------------- |
| Чоловіки | 139     | 28                 | 96               | 15                   |
| Жінки    | 141     | 20                 | 88               | 33                   |
| Разом    | 280     | 48                 | 184              | 48                   |